# Missak Manouchian

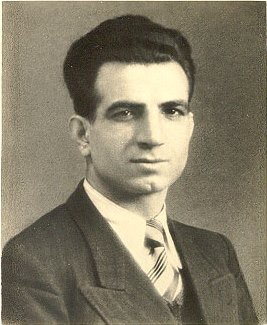
Missak Manouchian

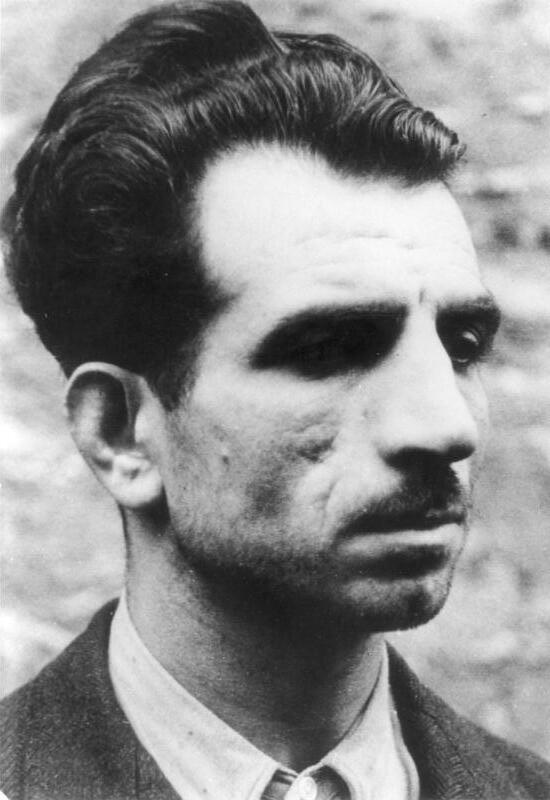
Missak Manouchian wird am Tag seiner Hinrichtung fotografiert

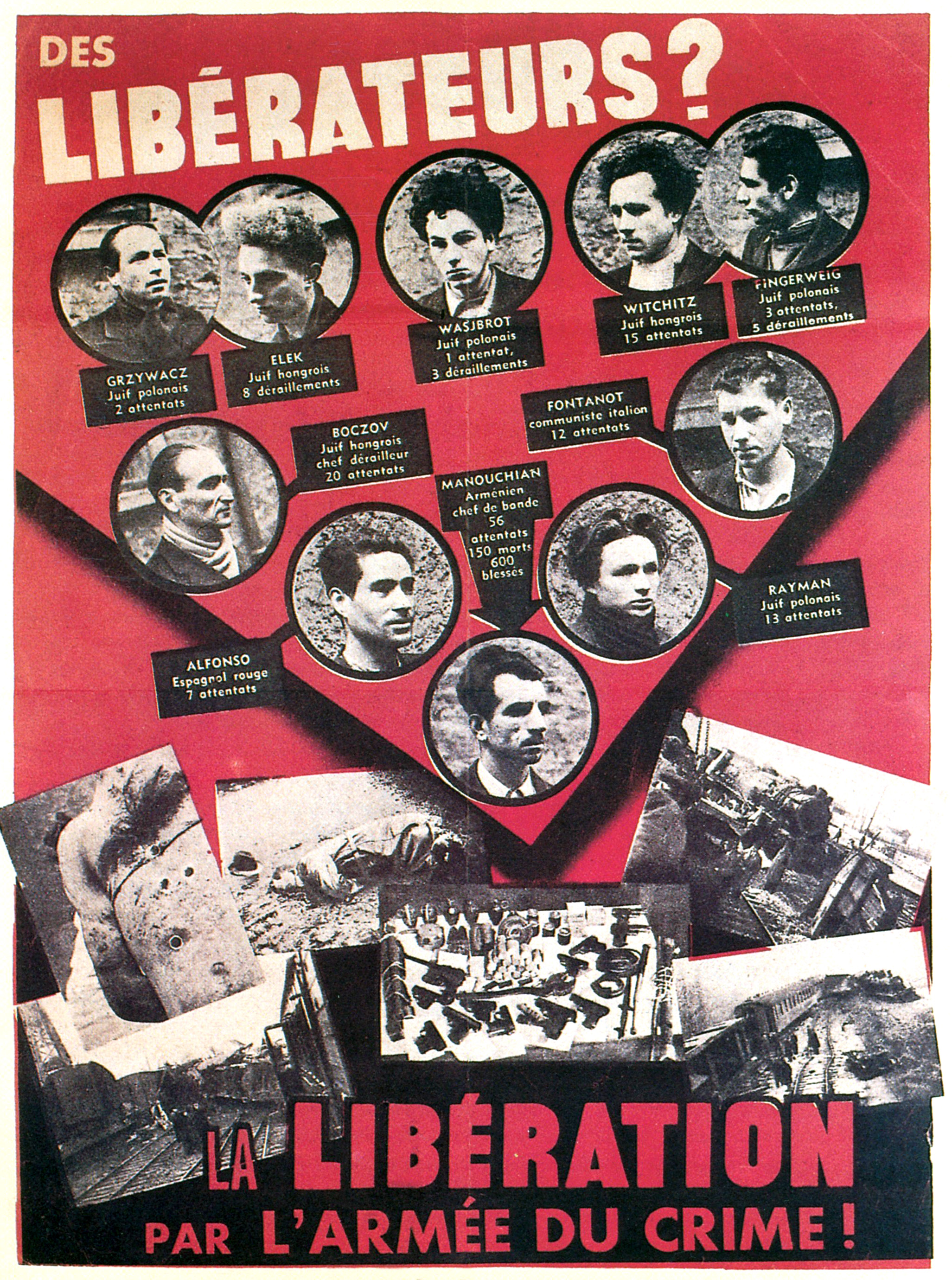
Die bekannte Affiche rouge (1944), die versuchte Manouchian und seine Mitkämpfer zu diffamieren, jedoch sein Andenken verewigt hat. Manouchian ist in der Mitte des Plakats abgebildet.

Missak Manouchian (auch Manoukian geschrieben; armenisch: Միսաք Մանուշյան; * 1. September 1906 in Adıyaman, Osmanisches Reich; † 21. Februar 1944 in Paris) war ein armenischer Lyriker, Journalist und Kämpfer der Résistance.

## Leben
Missak Manouchian wurde am 1. September 1906 in Adıyaman im Osmanischen Reich geboren. Er überlebte den Völkermord an den Armeniern, bei dem seine Eltern getötet wurden, und floh als Waise mit seinen Brüdern Garabed († 1927) und Haïg erst nach Syrien in den Ort Jounieh im heutigen Libanon und dann im September 1924 zu Verwandten nach Frankreich. Sein Ankunftshafen war Marseille. Er fand Arbeit als Schreiner in den Werften von La Seyne-sur-Mer. Noch vor Ablauf eines Jahres zog er nach Paris. In Jounieh hatte er in einem Waisenheim bereits etwas Französisch gelernt. Manouchian verdiente seinen Lebensunterhalt als Fabrikarbeiter, häufig war er auch auf Arbeitssuche. Anders als viele armenische Flüchtlinge jener Zeit entschied er sich gegen eine Tätigkeit als selbstständig erwerbender Handwerker. Er arbeitete als Dreher in der Industrie, als Tischler, Parkettschleifer oder Telefonmonteur.
Neben seiner politischen und gewerkschaftlichen Arbeit fand er Zeit, eine armenische Zeitschrift für Lyrik zu gründen. Er pflegte Umgang mit Künstlern und Intellektuellen und war mehrmals auch Malermodel. Er war häufiger Nutzer der Bibliothèque Sainte-Geneviève in Paris und zog 1931 als einer der ersten Bewohner für fast zwei Jahre in die utopistische Gemeinschaft Cité nouvelle in Châtenay-Malabry, wo er Einkäufe und Küchenarbeit erledigte. Bald lernte Manouchian seine zukünftige Frau Mélinée kennen, auch sie war eine Waise des Völkermords. Ab 1935 ein Liebespaar, begannen sie sich in der seit 1921 bestehenden armenischen Selbsthilfeorganisation Comité d’aide à l’Arménie (Haï Oknoutian Komité – HOK) zu engagieren. Auch die Aznavourian, die Eltern des späteren Sängers Charles Aznavour, waren mit ihnen befreundet. Ein erstes Gesuch um Erhalt der französischen Staatsbürgerschaft war abgelehnt worden. Sein Bruder Haïg ging 1936 im Rahmen einer Repatriierungskampagne mit Frau und Kindern in die ArSSR. Ab Anfang 1934 gehörte Missak Manouchian der Kommunistischen Partei Frankreichs an, dabei war er Teil einer Untergruppe der armenischen Diaspora. Von Haïg Tebirian erfuhr er über die Lage der Armenier in der Sowjetunion, die ihn beunruhigte. Auch mit Arpen Tavitian, einem entkommenen Trotzkisten, sprach er über die UdSSR.
Im Oktober 1939 wurde er zum freiwilligen Dienst in der französischen Armee eingezogen. Im Januar 1940, aus der Kaserne im bretonischen Département Morbihan, stellte er seinen zweiten von der Behörde abschlägig beantworteten Einbürgerungsantrag. 1943 wurde er militärischer Leiter der FKP-Partisanenorganisation FTP/MOI (Francs-tireurs et partisans – main-d’œuvre immigrée) des Bezirkes Paris, der nach Frankreich emigrierte Ausländer, vor allem Juden angehörten. Seit dem Überfall der Wehrmacht auf die Sowjetunion beging sie zahlreiche Anschläge gegen die deutsche Besatzungsmacht.   Besonders spektakulär war der Anschlag der Gruppe Manouchian auf den SS-Offizier Julius Ritter, der in Frankreich dem Service du travail obligatoire (STO) vorstand, der die Zwangsarbeit von Franzosen in Deutschland organisierte. Zwei Attentäter hatten ihn beim Einsteigen in seinen Dienstwagen erschossen. 
Der Brigade spéciale n° 2 des französischen Geheimdiensts gelang es im Verlauf des Jahres 1943, zahlreiche Aktivisten der FTP/MOI festzunehmen. Manouchian wurde am 16. November 1943 im Bahnhof von Évry-Petit Bourg verhaftet, der Geheimen Feldpolizei überstellt und ins Gefängnis Fresnes gebracht. Drei Monate später wurden seiner Gruppe 56 Aktionen mit 150 Toten und 600 Verwundeten zur Last gelegt. In einem Prozess, der am 17./18. Februar 1944 vor einem deutschen Kriegsgericht stattfand, wurde er zum Tode verurteilt. Zusammen mit 22 Kameraden wurde Manouchian am 21. Februar 1944 auf dem Mont Valérien durch Erschießung hingerichtet. In seinen letzten Worten an Mélinée, ein Brief vom Tag seiner Hinrichtung, sprach er vom bevorstehenden Frieden, von Glück, Brüderlichkeit und Freiheit. Dem im November 1943 verhafteten Mitgefangenen Julien Lauprêtre, der später die Hilfsorganisation Secours populaire ins Leben rief, gab er den Auftrag: „Ich bin verlohren, aber du musst die Gesellschaft weniger ungerecht machen.“ Manouchian fühlte sich von seinen Vorgesetzten in der Résistance nach seinem abgelehnten Gesuch aus Paris evakuiert zu werden verraten. Er schrieb:

« Je pardonne à tous ceux qui m’ont fait du mal ou qui ont voulu me faire du mal, sauf à celui qui nous a trahis pour racheter sa peau et ceux qui nous ont vendus. »

„Ich verzeihe allen, die mir Böses getan haben oder die versucht haben, mir Böses zu tun, außer demjenigen, der uns verraten hat, um seine Haut zu retten, und denen, die uns verkauft haben.“

Damit beschuldigte Manouchian den verhafteten Politischen Kommissar der FTP/MOI Joseph Davidovitch, der – möglicherweise nach Folterungen – mit der Polizei zusammenarbeitete, und vor allem Boris Holban, genannt Olivier, den verantwortlichen Résistance-Offizier. Die Nazis hängten im Februar 1944 zur Abschreckung die Porträts der Todeskandidaten der Gruppe Manouchian auf dem berüchtigten „Roten Plakat“ aus. Die Attentate und Sabotageakte der Gruppe, eingeordnet in den allgemeinen bewaffneten Widerstand, sollten als das alleinige Werk zweifelhafter ausländischer Elemente hingestellt werden, diese Freiheitskämpfer wurden als „Armee des Verbrechens“ (L’Armée du crime) gebrandmarkt. Der Dokumentarfilm Widerstandskämpfer im Ruhestand von Mosco Boucault (Frankreich 1983, 71 Minuten) behandelt in seinem Schlussteil die verschiedenen umstrittenen Versionen der geschichtlichen Erinnerung in Form gefilmter mündlicher Vorwürfe. Der Parti communiste français versuchte vergeblich, die Ausstrahlung  des Dokumentarfilms verbieten zu lassen.

## Ehrung durch Panthéonisierung
Der französische Staatspräsident Emmanuel Macron teilte am 18. Juni 2023, dem Jahrestag des Aufrufes von General de Gaulle zum Widerstand, am Ort der Hinrichtung, dem Mont Valérien, mit, dass die sterblichen Überreste Missak Manouchians ins Panthéon überführt werden.
Missak Manouchian und seine Frau Mélinée wurden am 21. Februar 2024 anlässlich des 80. Jahrestages seiner Hinrichtung im Panthéon beigesetzt. Er ist der erste ausländische Widerstandskämpfer und der erste Kommunist, der ins Panthéon aufgenommen wurde. Die späte Ehrung verweist auf Probleme der französischen Erinnerungskultur, in der die Résistance ja eine außerordentliche Rolle spielt. Kommunisten, Ausländer und Juden hatten darin aber lange keinen angemessenen Platz. Es herrscht deshalb in Frankreich weitgehende Einigkeit, dass die Ehrung von Manouchian und seiner Frau überfällig war. Mit ihnen wurden auch die anderen Mitglieder seiner Gruppe symbolisch ins Pantheon aufgenommen und durch eine Erinnerungstafel in der Krypta geehrt.   